# Ceratinopsis ruberrima
Ceratinopsis ruberrima är en spindelart som beskrevs av Pelegrín Franganillo Balboa 1926. 
Ceratinopsis ruberrima ingår i släktet Ceratinopsis och familjen täckvävarspindlar. Artens utbredningsområde är Kuba. Inga underarter finns listade i Catalogue of Life.